# William Henry Wills
Pour les articles homonymes, voir Wills.
William Henry Wills, né le 13 janvier 1810 et décédé le 1er septembre 1880  est un journaliste britannique et un ami proche et confident de Charles Dickens. C'est à lui que Dickens confiait ses lettres destinées à sa maîtresse, la jeune Ellen Ternan,.